# John Diggle (Arrowverse)
John Diggle est un personnage fictif de la franchise Arrowverse de The CW, apparu pour la première fois en 2012 dans l'épisode pilote de la série télévisée Arrow. Le personnage a été créé pour la série par Greg Berlanti, Marc Guggenheim et Andrew Kreisberg. Le personnage est joué par David Ramsey. 
Dans la série, il est un ancien militaire qui est embauché pour être le garde du corps d'Oliver Queen. Au fil du temps, sa relation avec Oliver se développe et il devient son meilleur ami et confident dans la croisade d'Oliver. Par la suite, Diggle rejoint la mission d'Oliver sur le terrain, prend le nom de code de  Spartan, et le remplace même pendant un certain temps comme Green Arrow. Après qu'Oliver revienne sous le nom de Green Arrow, il quitte l'équipe et rejoint A.R.G.U.S. 
Ramsey joue le même rôle dans les séries Arrowverse The Flash, Legends of Tomorrow et Supergirl. Le personnage apparaît également dans les bandes dessinées numériques et des romans sur le sujet de Arrow, ainsi que dans le jeu vidéo Lego Batman 3: Au - delà de Gotham. Alors que Diggle a été créé à l'origine pour la série télévisée, depuis 2013, un personnage du même nom est apparu dans la série Green Arrow publiée par DC Comics. 

## Création et casting

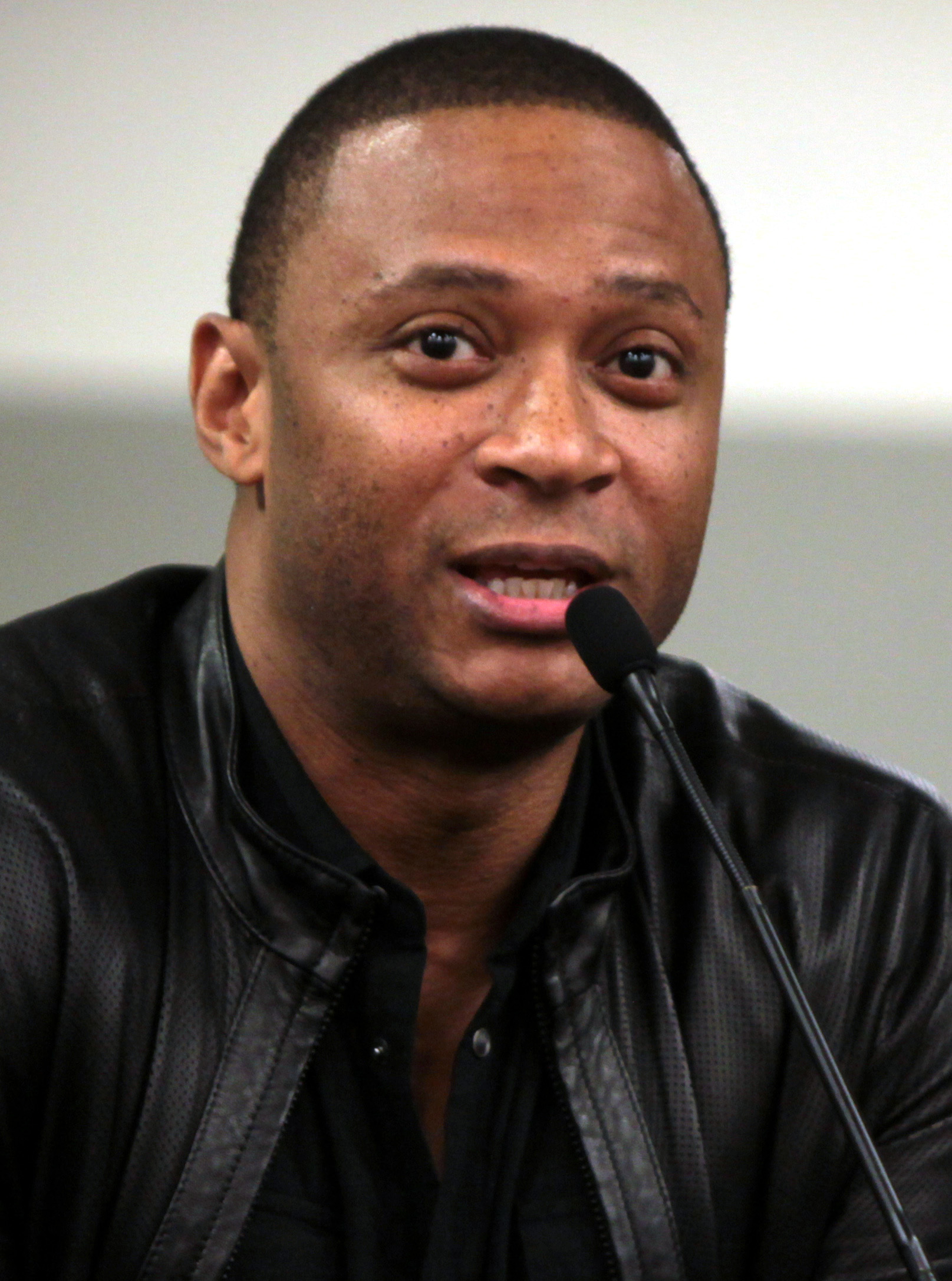
L'acteur David Ramsey parle d' Arrow à Phoenix Comic con en 2014.

En février 2012, David Ramsey apparaît dans l'épisode pilote d'Arrow sous le nom de John Diggle, "un ancien soldat militaire qui travaille maintenant comme garde du corps engagé et qui se retrouve rapidement pris au piège dans une bataille d'esprit, de loyauté et de confiance". Le personnage a été créé par les créateurs d' Arrow Greg Berlanti, Marc Guggenheim et Andrew Kreisberg. Nommé d'après l'écrivain de bande dessinée Andy Diggle, et créé spécialement pour la série, Guggenheim a déclaré que Diggle était conçu pour être égal à Oliver Queen (Stephen Amell) à "de nombreux égards" tels que leurs capacités et leur intelligence. Il a en outre expliqué que les capacités mutuelles de Diggle étaient un moyen de l'établir au début de la série comme un confident de la nature vigilante d'Oliver. Ramsey a apprécié le fait qu'il n'avait pas à se soucier de faire correspondre les bandes dessinées, disant que cela lui permettait de « juste prendre [son personnage] et courir avec ».  

## Développement

### Caractérisation
David Ramsey a comparé Diggle à Alfred Pennyworth des bandes dessinées de Batman, décrivant le personnage comme la "voix morale" d'Oliver. Ramsey, qui s'est entraîné dans divers arts martiaux tels que Wing Chun, Jeet Kune Do et le kick-boxing, a utilisé son expertise pour rendre Diggle crédible, en disant: « Je pense, honnêtement, cela a à voir avec... avoir Diggle capable de ne pas se contenter de se débrouiller à l'écran, mais de pouvoir utiliser les arts (martiaux) de manière très efficace - et de ressembler à un soldat entraîné. Vous ne voyez pas le cascadeur. Vous voyez réellement David Ramsey le faire. » Il a déclaré que, puisque Diggle est plus âgé que la plupart des membres de l'équipe Arrow et, dans une certaine mesure, plus expérimenté sur le terrain et dans les combats de reconnaissance, les autres membres « se tournent vers lui pour un certain leadership ». En décrivant les autres personnages, en particulier les membres de l'équipe Arrow tels que Felicity Smoak ( Emily Bett Rickards ) comme « extraordinaires », Ramsey a déclaré que les gens pourraient s'identifier à Diggle parce que « il est juste un gars qui a décidé de s'améliorer ». Il a également déclaré que Diggle n'est pas « une bonne paire de chaussures, mais qu'il se lèvera devant vous et vous dira comment faire quelque chose de bien ». Ramsey a également comparé Diggle à Petit Jean, le personnage de diverses histoires de Robin des Bois. La répétition comique dans la série est que Diggle, à chaque fois que Barry Allen / Flash l'emmène soudainement quelque part à une très grande vitesse, vomit à la suite du mal des transports, l'exception était dans l'épisode de la saison 6 d'Arrow The Devil's Greatest Trick. La carrière militaire et l'héroïsme de Diggle ont conduit certains fans à faire des comparaisons entre lui et Green Lantern John Stewart. En 2015, Ramsey a confirmé qu'il était question de transformer Diggle en "John Diggle Stewart". Cela a été mentionné dans le crossover Elseworlds 2018, où Barry Allen de Earth-90 dit que sur sa Terre, c'est Diggle qui est le Green Lantern. La fin de la série Arrow comprend une scène où Diggle est témoin d'un crash de météores et trouve une boîte émettant un feu vert, qui, selon Ramsey, mentionne des théories des fans selon lesquelles Diggle deviendrait la version de Green Lantern de la série. 

### Relations

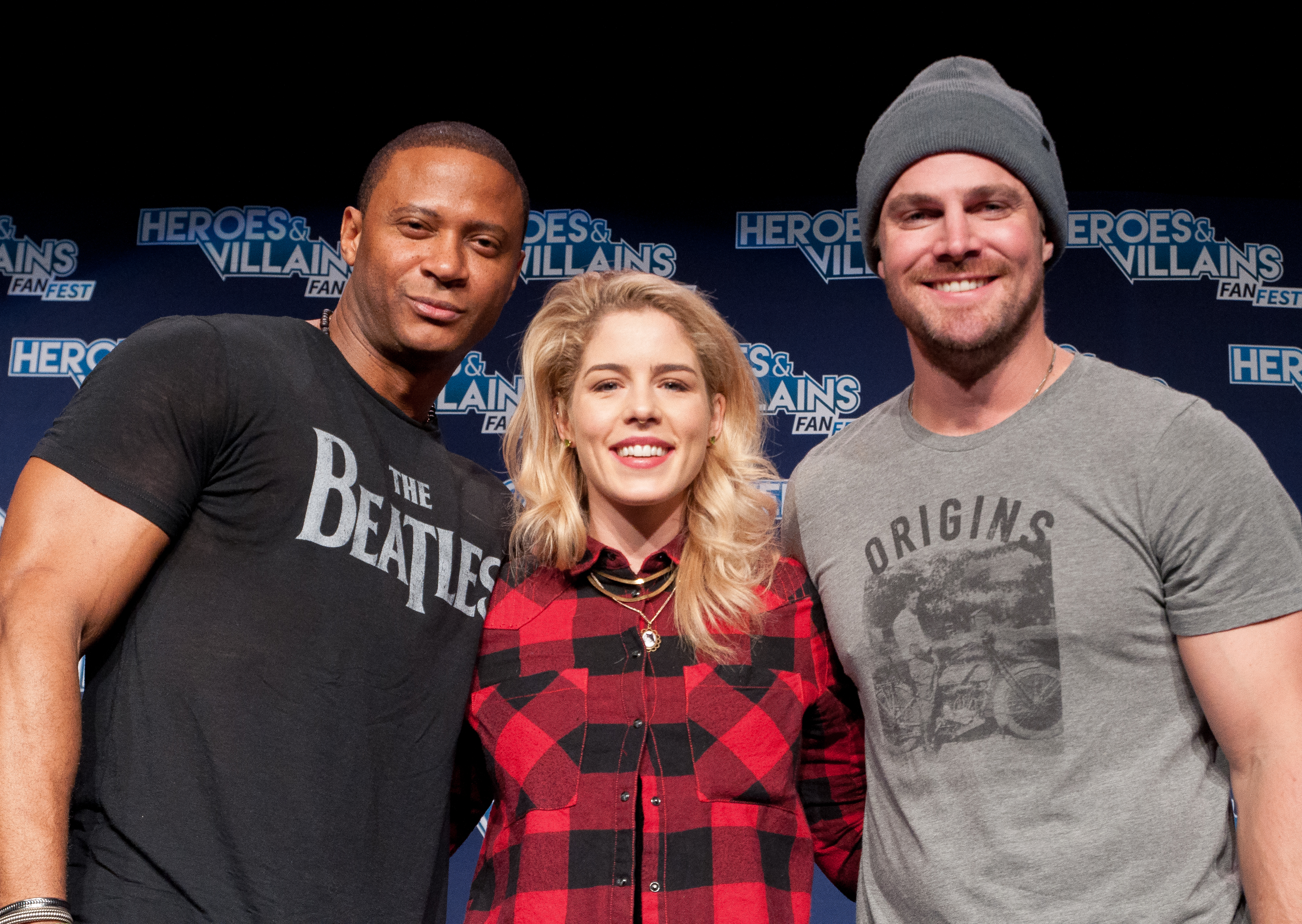
Ramsey, Rickards et Amell au Heroes and Villains Fan Fest San Jose en 2017.

## Apparitions

### Arrow
Le personnage apparaît  pour la première fois dans l'épisode pilote de la série Arrow intitulé "Le retour du naufragé". Il a été engagé en tant que garde du corps de Oliver Queen après que ce dernier fût enlevé par des malfaiteurs qui pensaient qu'il avait des informations sur un complot de grande envergure.

### Supergirl
Dans la saison quatre, John Deegan, le savant fou, utilise le Book of Destiny pour réécrire la réalité sur Terre-1; dans cette nouvelle réalité, Diggle travaille pour lui. Cette réalité est défaite par les efforts combinés d'Oliver, Barry, Kara Danvers / Supergirl et Clark Kent / Superman pour restaurer la réalité originale. 